# Marchesato di Gazoldo
Il feudo di Gazoldo fu un possedimento mantovano di antiche origini, appartenuto alla sfera giuridica dei conti rurali di Mosio (conte Ruggero) già dal XII secolo e dotato di autonomia economica ed amministrativa. Passato in possesso ai Bonacolsi, signori di Mantova, divenne feudo degli Ippoliti a seguito del matrimonio di Felicina Bonacolsi con Albertino Ippoliti, avvenuto nel 1305. La sposa portò in dote ampi possedimenti, che comprendevano anche le terre del feudo. Il 20 dicembre 1354 l'imperatore Carlo IV di Lussemburgo concesse ad Albertino Ippoliti l'investitura feudale della villa seu terra Gazoldi e delle sue pertinenze, trasferendogli tutti i diritti e riconoscendogli il titolo comitale e di principe dell'Impero. Divenuto così feudo imperiale, gli Ippoliti si affrancarono dalle possibili mire dei potenti Gonzaga di Mantova, dei quali divennero amici e funzionari ducali.

## Storia
Gli Ippoliti possedevano una zecca, aperta nel 1590 e chiusa nel 1595 dall'imperatore Rodolfo II d'Asburgo a causa delle continue contraffazioni, soprattutto delle baiocchelle pontificie.
Nel 1583 il feudo, regolato dal diritto longobardo, venne retto da due podestà e vennero emanati gli "Statuti di Gazoldo", che regolavano principalmente l'amministrazione della giustizia.
Il 23 dicembre 1666 l'imperatore Leopoldo I accordò il territorio ad Annibale e Riccardo, figli di Francesco Ippoliti, che nel 1675 fecero erigere la loro residenza estiva nel centro del comune di Gazoldo.
Dopo la caduta del ducato di Mantova nelle mani degli austriaci (1708), il marchesato di Gazoldo (fu Ferdinando II ad elevarlo a tale rango nel 1632) venne riconosciuto dall'impero come suo vassallo, rinnovando le investiture e rimanendo una enclave autonoma. Gazoldo continuò ad essere un feudo indipendente sino al 1796, anno di arrivo delle truppe napoleoniche.
Lo stemma degli Ippoliti di Gazoldo era così illustrato:

## Conti di Gazoldo (1354-1616)[9]
| Titolo | Nome                  | Periodo                | Consorte e note |
| Conte  | Albertino Ippoliti    | 13 gennaio 1354 - 1433 | Felicina dei Bonacolsi; primo conte investito da Carlo IV, discendeva dal patrizio romano Ippolito; i conti di Gazoldo regnarono spesso in condominio con fratelli o parenti |
| Conte  | Giacomo               | 1433 - 1457            | Caterina Cavalli; con Giovanni Antonio (sp. Dorotea Ippoliti) |
| Conte  | Lodovico Giovanni     | 1457 - 1482            | |
| Conte  | Antonio I             | 1482 - 1504            | Veronica Ugoni; con Giovanni Francesco, Federico I |
| Conte  | Federico I            | 1482 - 1530            | Lucrezia Tonelli; con Lancellotto, Annibale I, Francesco I (+1542) |
| Conte  | Lancellotto           | 1530 - 1554            | Pantasilea Giusti |
| Conte  | Federico II           | 1554 - 1561            | Barbara Torrigiani; con Camillo e Antonio |
| Conte  | Silvestro             | 1561 - 1571            | Camilla Broili; con Francesco II |
| Conte  | Antonio II            | 1571 - 1577            | Anna Castiglioni; con Paolo |
| Conte  | Mattia                | 1577 - 1611            | Eulalia Delfin; con Ercole (+1609), Annibale II (+1587, sp. Taddea Ceresari), Francesco III e Massimiliano (+1616, sp. Daria Dotti e Pantasilea)                             |
| Conte  | Sigismondo Alessandro | 1616 - 1620            | con Luigi, Federico Carlo, Ippolito, Ferrante, Rodolfo (sp. Olimpia Cortona e Elisabetta Candi)                                                                              |
| Conte  | Federico Carlo        | 1616 -1632             | Eleonora Capilupi; ultimo conte |

## Marchesi di Gazoldo (1616-1796)

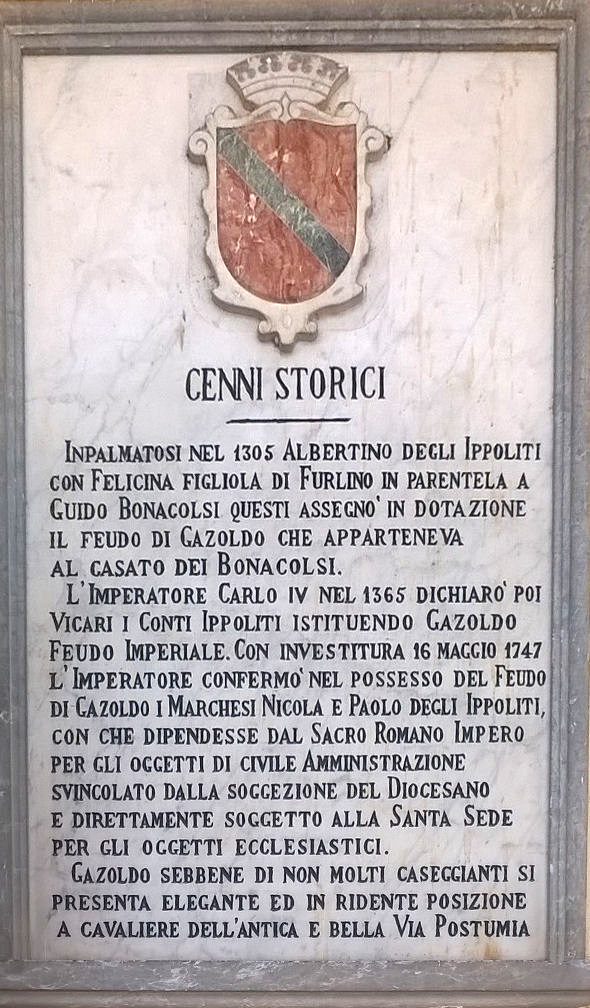
Gazoldo degli Ippoliti, lapide dedicata alla famiglia Ippoliti.

| Titolo   | Nome               | Periodo     | Consorte e note |
| Marchese | Federico Carlo     | 1632 - 1638 | Eleonora Capilupi; primo marchese del Sacro Romano Impero nominato da Ferdinando II il 6 aprile 1632                                                               |
| Marchese | Francesco IV       | 1638 - 1666 | Francesca Ginevra Roccato; con Ettore (sp. Susanna Mislik) |
| Marchese | Ricciardo          | 1666 - 1715 | Teresa Panizza; con Annibale III (sp. Anna Maria Mondini), Luigi Antonio (+1725), Francesco Antonio, suoi figli, e Ventura, Felice (sp. A. Maria Biondi), Luigi II |
| Marchese | Francesco Giuseppe | 1715 - 1736 | Isabella Clara Gonzaga; figlio di Annibale III; con Lepido (+1735, sp. Isabella Riva)                                                                              |
| Marchese | Enea Maria         | 1736 - 1752 | con Nicolò Maria, Paolo Teobaldo (sp. Adelaide Strozzi), e Lepido Timoteo (sp. Maddalena Zunardi)                                                                  |
| Marchese | Nicolò Maria       | 1736 - 1766 | Eleonora Gonzaga (1719-1737), Camilla Archinti |
| Marchese | Carlo Maria        | 1766 - 1796 | Luigia Loschi, Angela Capilupi; ultimo feudatario di Gazoldo, i suoi discendenti si estinsero con Luigi, morto nel 1873                                            |